# Sergio Ruiz Mulas
Sergio Ruiz Mulas (nacido el 28 de octubre de 1988 en Madrid) es un jugador español de fútbol americano que actualmente pertenece a Las Rozas Black Demons (Las Rozas de Madrid), equipo que compite en la Liga Nacional de Fútbol Americano (LNFA). Juega en la posición de runningback (RB) con el dorsal número 49.

## Clubes
| Club                              | País   | Año       |
| --------------------------------- | ------ | --------- |
| Las Rozas Black Demons            | España | 2003-2007 |
| Rivas Osos                        | España | 2008-2009 |
| Las Rozas Black Handicaped Demons | España | 2010-act. |